# Etihad Park (Abou Dhabi)
Etihad Park est un site de concert en plein air et un amphithéâtre situé sur l'île de Yas, à Abu Dhabi, aux Émirats arabes unis. Le plus grand lieu de plein air de la région, il a une capacité d'accueil de 25 000 à 40 000 spectateurs. Il fait partie du complexe Ferrari World Abu Dhabi. Le lieu reçoit chaque année de nombreux artistes pour les concerts annuels d'après-course du Grand Prix d'Abou Dhabi. Des festivals tels que Creamfields Abu Dhabi, KCON et Ultra Music Festival y ont également eu lieu et en 2023, le lieu a accueilli le premier Wireless Festival au Moyen-Orient. Madonna, Lana Del Rey, Guns N' Roses, Coldplay, Katy Perry, Usher et Blackpink font partie des artistes qui s'y sont produits.

## Concerts
| Date              | Artiste | Tournée                               |
| ----------------- | --- | ------------------------------------- |
| 29 octobre 2009   | Beyoncé | I Am... World Tour                    |
| 30 octobre 2009   | Jamiroquai | NC                                    |
| 31 octobre 2009   | Kings of Leon | NC                                    |
| 1er novembre 2009 | Aerosmith | 2009 Tour                             |
| 12 novembre 2010  | Kanye West | NC                                    |
| 13 novembre 2010  | Linkin Park | A Thousand Suns World Tour            |
| 14 novembre 2010  | Prince | Prince 20Ten                          |
| 24 novembre 2010  | Sarah McLachlan | NC                                    |
| 26 novembre 2010  | Nelly Furtado | NC                                    |
| 16 décembre 2010  | Guns N' Roses | Chinese Democracy Tour                |
| 11 février 2011   | Eric Clapton | NC                                    |
| 11 mars 2011      | Thirty Seconds to Mars | Into the Wild Tour                    |
| 18 mars 2011      | Stevie Wonder | NC                                    |
| 29 avril 2011     | Shakira | The Sun Comes Out World Tour          |
| 13 octobre 2011   | Janet Jackson | Number Ones, Up Close and Personal    |
| 25 octobre 2011   | Metallica Nervecell | 2011 Vacation Tour                    |
| 11 novembre 2011  | Britney Spears | Femme Fatale Tour                     |
| 12 novembre 2011  | Incubus The Cult | If Not Now, When? Tour                |
| 13 novembre 2011  | Paul McCartney | On the Run Tour                       |
| 16 décembre 2011  | Sade | Sade Live                             |
| 2 mars 2012       | David Guetta | NC                                    |
| 29 mars 2012      | Elton John | Greatest Hits Tour                    |
| 3 juin 2012       | Madonna | The MDNA Tour                         |
| 4 juin 2012       | Madonna | The MDNA Tour                         |
| 2 novembre 2012   | Kylie Minogue | NC                                    |
| 3 novembre 2012   | Nickelback | Here and Now Tour                     |
| 4 novembre 2012   | Eminem | NC                                    |
| 30 novembre 2012  | The Jacksons | Unity Tour                            |
| 31 janvier 2013   | Kanye West | NC                                    |
| 14 mars 2013      | Sting | Back to Bass Tour                     |
| 22 Mars 2013      | Andrea Bocelli | NC                                    |
| 28 mars 2013      | Guns N' Roses | Appetite for Democracy Tour           |
| 19 avril 2013     | Metallica | 2013 Summer Tour                      |
| 19 octobre 2013   | Rihanna GTA | Diamonds World Tour                   |
| 31 octobre 2013   | Amr Diab Elissa Hussain Al Jassmi                                                                                                 | NC                                    |
| 1er novembre 2013 | Jay-Z | Magna Carter World Tour               |
| 2 novembre 2013   | Muse | The 2nd Law World Tour                |
| 3 novembre 2013   | Depeche Mode | The Delta Machine Tour                |
| 21 février 2014   | The Rolling Stones | 14 On Fire                            |
| 25 avril 2014     | Macklemore & Ryan Lewis | NC                                    |
| 23 mai 2014       | Justin Timberlake | The 20/20 Experience World Tour       |
| 29 mai 2014       | Black Sabbath | 13 Tour                               |
| 20 novembre 2014  | Tamer Hosny Carole Samaha Fayez Al Saeed Mohammed Assaf                                                                           | NC                                    |
| 21 novembre 2014  | Armin van Buuren | NC                                    |
| 22 novembre 2014  | Pharrell Williams | NC                                    |
| 23 novembre 2014  | The Who The Wanton Bishops | The Who Hits 50!                      |
| 25 avril 2015     | Robbie Williams | Let Me Entertain You Tour             |
| 1er octobre 2015  | Bon Jovi | Bon Jovi Live! Tour                   |
| 8 octobre 2015    | Dave Matthews Band | Fall International 2015 Tour          |
| 20 novembre 2015  | Mötley Crüe | Mötley Crüe Final Tour                |
| 26 novembre 2015  | Cheb Khaled Fares Karam Aryam | NC                                    |
| 27 novembre 2015  | Enrique Iglesias | Sex and Love Tour                     |
| 28 novembre 2015  | Florence and the Machine | How Big, How Blue, How Beautiful Tour |
| 29 novembre 2015  | Blur Barns Courtney | The Magical Whip Tour                 |
| 24 novembre 2016  | Pitbull | NC                                    |
| 25 novembre 2016  | The Chemical Brothers | NC                                    |
| 26 novembre 2016  | Lionel Richie | NC                                    |
| 27 novembre 2016  | Rihanna | Anti World Tour                       |
| 31 décembre 2016  | Coldplay | A Head Full of Dreams Tour            |
| 2 mars 2017       | Rod Stewart | Rod Stewart: The Hits Tour            |
| 9 novembre 2017   | Tony Hadley | NC                                    |
| 23 novembre 2017  | Calvin Harris | NC                                    |
| 24 novembre 2017  | J. Cole | 4 Your Eyez Only World Tour           |
| 25 novembre 2017  | Mumford & Sons | Wilder Mind Tour                      |
| 26 novembre 2017  | P!nk | NC                                    |
| 31 décembre 2017  | Katy Perry | Witness: The Tour                     |
| 22 novembre 2018  | Post Malone | Beerbongs & Bentleys Tour             |
| 23 novembre 2018  | The Weeknd | The Weeknd Asia Tour                  |
| 24 novembre 2018  | Sam Smith | The Thrill of It All Tour             |
| 25 novembre 2018  | Guns N' Roses | Not in This Lifetime... Tour          |
| 5 avril 2019      | Migos | NC                                    |
| 26 avril 2019     | Andrea Bocelli | NC                                    |
| 4 septembre 2019  | Red Hot Chili Peppers | NC                                    |
| 25 octobre, 2019  | Eminem | Rapture 2019 / Kamikaze Tour          |
| 28 novembre 2019  | Marshmello | NC                                    |
| 29 novembre 2019  | Future Gucci Mane | NC                                    |
| 30 novembre 2019  | Lana Del Rey | The Norman Fucking Rockwell! Tour     |
| 1er décembre 2019 | The Killers | NC                                    |
| 31 décembre 2019  | Bruno Mars | NC                                    |
| 9 décembre 2021   | Khalid | NC                                    |
| 10 décembre 2021  | Stormzy | NC                                    |
| 11 décembre 2021  | Lewis Capaldi | NC                                    |
| 12 décembre 2021  | Martin Garrix DJ Snake | NC                                    |
| 17 novembre 2022  | Dave Usher | NC                                    |
| 18 novembre 2022  | Swedish House Mafia | NC                                    |
| 19 novembre 2022  | Kendrick Lamar | The Big Steppers Tour                 |
| 20 novembre 2022  | Def Leppard | NC                                    |
| 24 novembre 2022  | Andrea Bocelli | NC                                    |
| 3 décembre 2022   | Post Malone | NC                                    |
| 28 janvier 2023   | Blackpink | Born Pink World Tour                  |
| 11 mars 2023      | Travis Scott Lil Uzi Vert (cancelled) Central Cee Roddy Ricch M.I.A.                                                              | NC                                    |
| 23 novembre 2023  | Ava Max Tiësto | NC                                    |
| 24 novembre 2023  | Chris Brown | NC                                    |
| 25 novembre 2023  | Shania Twain | Queen of Me Tour                      |
| 26 novembre 2023  | Foo Fighters | NC                                    |
| 23 novembre 2024  | Playboi Carti (annulé) 21 Savage Ken Carson Destroy Lonely Homixide Gang Yeat A Boogie Wit da Hoodie Fridayy Saweetie Lancey Foux | NC                                    |